# Hexenkind (Kongo)
Als Hexenkinder oder Skolombo werden in der Demokratischen Republik Kongo und anderen afrikanischen Ländern (etwa Nigeria, Togo, Tansania) Kinder bezeichnet, denen magische Fähigkeiten zugeschrieben werden, mit denen sie angeblich Schadenzauber ausüben sollen. So stigmatisierte Kinder werden häufig von ihren Müttern ausgesetzt, verfolgt und ermordet.

## Hintergrund
Hintergrund dieser recht neuen Erscheinung ist die ökonomische Krise des Landes. Die Hauptstadt Kinshasa hat rund zehn Millionen Einwohner, es sind aber nur noch 5 % der Arbeitskräfte im formalen Sektor beschäftigt. Ein erstes vom IWF gefordertes Strukturanpassungsprogramm aus dem Jahr 1977 führte zur Entlassung von über 80 % der Staatsangestellten sowie zu einem weitgehenden Zusammenbruch des Bildungs- und Gesundheitssystems, des ÖPNV und anderer Einrichtungen der öffentlichen Daseinsvorsorge wie der Müllabfuhr. Ein zweites Strukturanpassungsprogramm aus dem Jahr 1987 sah die totale Marktöffnung des Landes vor und führte zum Zusammenbruch der verarbeitenden Industrie in Kinshasa, was einen schlagartigen Verlust von mehr als 100.000 Arbeitsplätzen bedeutete. Aber auch die Landwirtschaft in ganz Zaire konnte mit den billigen Importen nicht mehr konkurrieren. Es kam zu einer Hyperinflation.
Verarmte Bauern zogen in den folgenden Jahren nach Kinshasa, ohne dort Arbeit finden zu können. Der ab 1996 aufflammende Bürgerkrieg führte dazu, dass zahlreiche weitere Binnenflüchtlinge in die Stadt zogen.

## Hexenkinder und der Zerfall der kongolesischen Gesellschaft
Die katastrophale ökonomische Situation führte zu einem Zerfall der Familien im Kongo. Die früher weit verbreiteten Bräuche der gegenseitigen Einladungen, Gastmähler und Nachbarschaftshilfen gibt es praktisch nicht mehr. Auch verließen immer mehr Männer ihre Familien, weil sie sie nicht mehr ernähren konnten. Es kam kaum noch zu Vermählungen, weil die Männer den Brautpreis nicht bezahlen konnten und keine Zukunftsperspektive für sich sahen. Schließlich zerfallen seit dem Jahr 2000 auch die Mutter-Kind-Verbindungen immer stärker: Viele Kinder wurden der Hexerei bezichtigt und verjagt. Das passierte häufig dann, wenn ihre Mütter sie nicht mehr ernähren konnten. Zwar werden den „Hexenkindern“ mitunter auch positive Eigenschaften zugeschrieben, doch dominiert die Vorstellung, sie seien Unglücksbringer und würden ihre Macht dazu gebrauchen, anderen Menschen durch Magie Schaden zuzufügen. Oft gelten sie als Inkarnation des Bösen und sind Opfer der modernen Hexenverfolgung.
Die in Kinshasa stark verbreiteten evangelikal-fundamentalistischen Sekten unterstützen diesen Hexenglauben und unterwerfen angebliche Hexenkinder mitunter qualvollen Prozeduren, um sie von ihrer vermeintlichen Besessenheit zu befreien (Exorzismus). Es sollen allein in Kinshasa dreißig- bis vierzigtausend Kinder als „Hexen“ gelten. Humanitäre Organisationen bemühen sich um Aufklärung und um Hilfe für betroffene Kinder.
Zwar ist der Glaube an Hexerei in Afrika weit verbreitet, aber die spezifische Form der Kinderhexen gab es vor 1990 praktisch nicht. Deshalb können sie nicht auf traditionelle Glaubensvorstellungen zurückgeführt werden. Er trat vielmehr als Folge des ökonomischen Zusammenbruchs in Kinshasa auf.